# ساندویچ ژامبون (رمان)
ساندویچ ژامبون (به انگلیسی: Ham on Rye) یکی از رمان‌های شاعر و نویسنده آمریکایی چارلز بوکوفسکی است که سال ۱۹۸۲ منتشر شد. این رمان در واقع یک اتوبیوگرافی است از زندگی نویسنده‌اش. چارلز بوکوفسکی در این رمان دست به روایت زندگی‌اش می‌زند. رمان با راوی اول شخصی به نام هنری چیناسکی پیش می‌رود و روایت‌گر سال‌های اولیه زندگی بوکوفسکی است. عنوان اصلی کتاب یعنی Ham on Rye یادآور رمان The Catcher in the Rye اثر دیگر نویسندهٔ مشهور آمریکایی جی. دی. سالینجر است که در ایران با نام ناتور دشت ترجمه شده‌است. هردوی این رمان‌ها به دوره نوجوانی و بلوغ شخصیت اصلی می‌پردازند.
ساندویچ ژامبون توسط علی امیرریاحی به فارسی ترجمه و سال ۱۳۹۴ در انتشارات نگاه به چاپ رسیده‌است.